# Нукус
Нуку́с (кар. Nókis, трансліт. Нөкис; узб. Нукус, Nukus) — місто в Узбекистані, столиця Республіки Каракалпакстан. Нукуському міському хокіміяту також підпорядковане селище Каратау. Селища Пристанський і Кизкеткен включені в межі Нукуса у 2004 році.
Назву «Нукус» пов'язують зі старою племінною назвою узбеків нукус. Інші варіанти походження — від «нузказ» (нова садиба), «нукеш» (дев'ять будинків).

## Географія
Нукус розташований у південній частині Республіки Каракалпакстан, на правому березі Амудар'ї. Місто розташоване на висоті 76 м над рівнем моря. Південна і східна частина міста оточена пустелею Кизилкум. Північна частина в дельті Амудар'я.

### Клімат
Місто знаходиться у зоні, котра характеризується кліматом тропічних пустель. Найтепліший місяць — липень із середньою температурою 28.4 °C (83.1 °F). Найхолодніший місяць — січень, із середньою температурою -4.6 °С (23.8 °F).
| Клімат Нукуса           | Клімат Нукуса | Клімат Нукуса | Клімат Нукуса | Клімат Нукуса | Клімат Нукуса | Клімат Нукуса | Клімат Нукуса | Клімат Нукуса | Клімат Нукуса | Клімат Нукуса | Клімат Нукуса | Клімат Нукуса | Клімат Нукуса |
| Показник                | Січ.          | Лют.          | Бер.          | Квіт.         | Трав.         | Черв.         | Лип.          | Серп.         | Вер.          | Жовт.         | Лист.         | Груд.         | Рік           |
| Середній максимум, °C   | −0,3          | 1,9           | 10,6          | 21            | 28,7          | 33,8          | 36            | 33,3          | 27,5          | 18,1          | 10,2          | 2,6           | 18,6          |
| Середня температура, °C | −4,5          | −3            | 4,9           | 14,3          | 21,3          | 26,1          | 28,4          | 25,7          | 19,6          | 11,2          | 4,8           | −1,3          | 12,3          |
| Середній мінімум, °C    | −8,8          | −7,9          | −0,8          | 7,6           | 13,9          | 18,3          | 20,8          | 18,1          | 11,8          | 4,3           | −0,7          | −5,2          | 6             |
| Норма опадів, мм        | 10.1          | 8.7           | 16.4          | 19.3          | 12.2          | 3.9           | 3.5           | 2.1           | 3             | 8.7           | 9.4           | 13.6          | 110.9         |
| Днів з опадами          | 9,5           | 7,6           | 8,9           | 9             | 6,1           | 3,6           | 2,8           | 1,7           | 2,4           | 4,9           | 6,1           | 9,7           | 72,3          |
| ----------------------- | ------------- | ------------- | ------------- | ------------- | ------------- | ------------- | ------------- | ------------- | ------------- | ------------- | ------------- | ------------- | ------------- |
| Джерело: Weatherbase    |               |               |               |               |               |               |               |               |               |               |               |               |               |

## Історія
Перші люди оселилися на території Нукуса в IV—III століттях до нашої ери. Історія міста Шурча розповідає, про те що на території міста Нукуса жили люди понад 2000 років. Археологічні розкопки показують, що місто Шурча існувало з IV століття до н. е. до IV століття н. е. він був опорним пунктом стародавньої Хорезмської держави.
Аул Нукус виник у 60-их роках XIX ст.. У 1932 році отримав статус міста, в 1939 став центром Кара-Калпацької АРСР.

### Протести 2022 року
1 липня 2022 року в Нукусі розпочалися протести після того, як президент Узбекистану Шавкат Мірзієв запропонував скасувати автономію республіки.
На громадське обговорення було винесено проєкт нової редакції Конституції Узбекистану, в котрій із опису статуса Республіки Каракалпакстан видалено слово «суверенна», а також забрано згадку про право республіки на відокремлення від Узбекистану, в республіці почалися протести.

## Транспорт
Через місто проходять магістральний канал Кизкеткен, автошлях E40. Залізничний вузол (лінії на Чимбай, Найманкуль, Міскін). Нукуський аеропорт має республіканське значення.

## Економіка
У місті діють поліграфічний комбінат, мотороремонтний, силікальцитовий, авторемонтний, цегельний заводи, підприємства легкої та харчової промисловості. Також є Каракалпацька філія Академії наук Узбекистану, державний університет, педагогічний інститут, коледжі, театр, краєзнавчий музей, музей мистецтв ім. І. В. Савицького та інші.

## Відомі особистості
У місті народився:
- Раззакова Муяссар Кадирівна (* 1964) — узбецька оперна співачка.

## Галерея

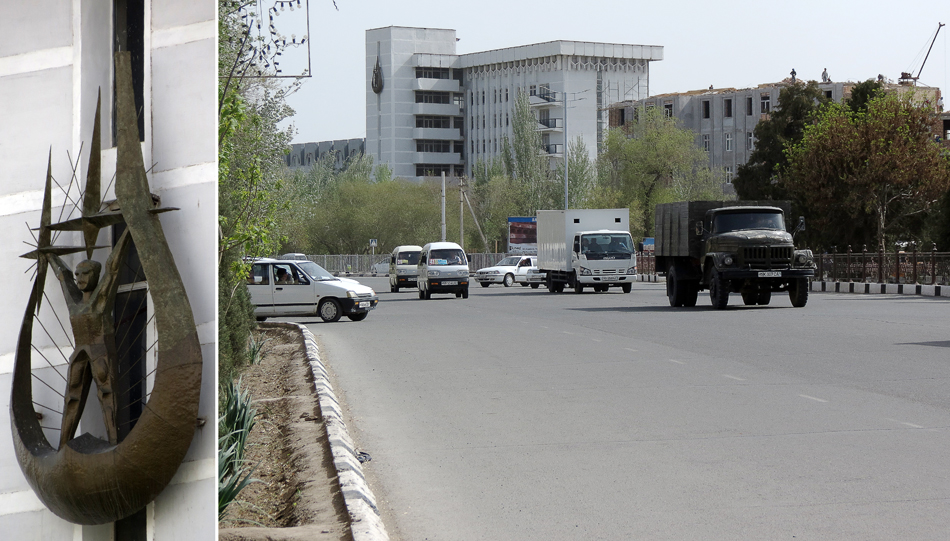
вид на Каракалпакське відділення Академії наук РУз
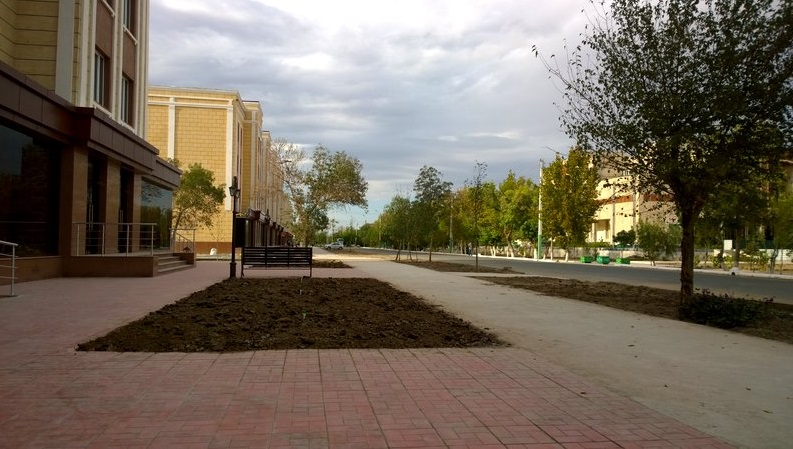
новобудови
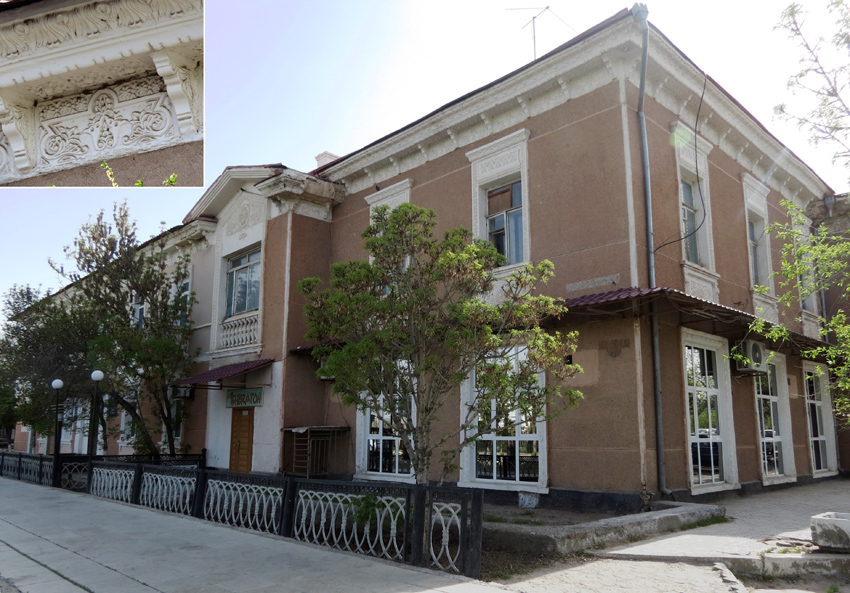
«сталінка» в центрі міста
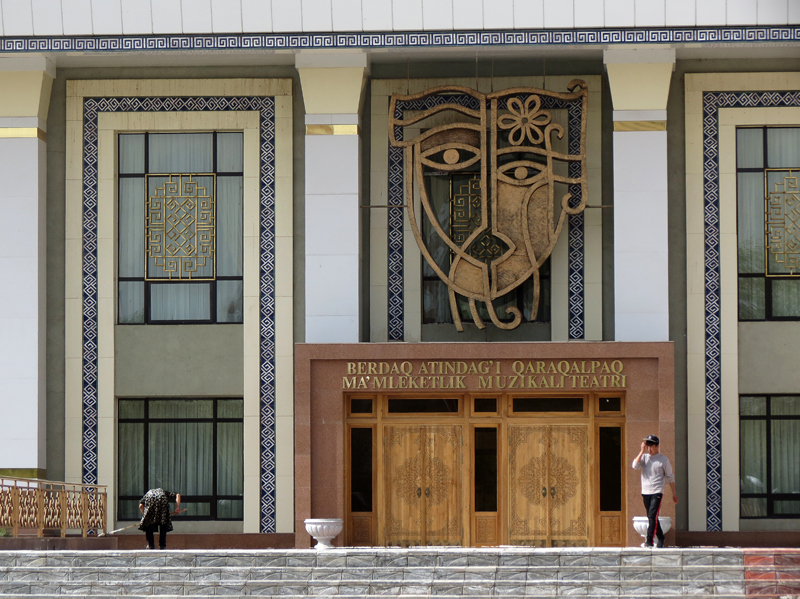
Каракалпакський державний музичний театр ім. Бердаха (колишній ім. Станіславського)